# NGC 2684
NGC 2684 é uma galáxia espiral (Sc) localizada na direcção da constelação de Ursa Major. Possui uma declinação de +49° 09' 37" e uma ascensão recta de 8 horas, 54 minutos e 53,8 segundos.
A galáxia NGC 2684 foi descoberta em 9 de Março de 1788 por William Herschel.